# Triade oscura

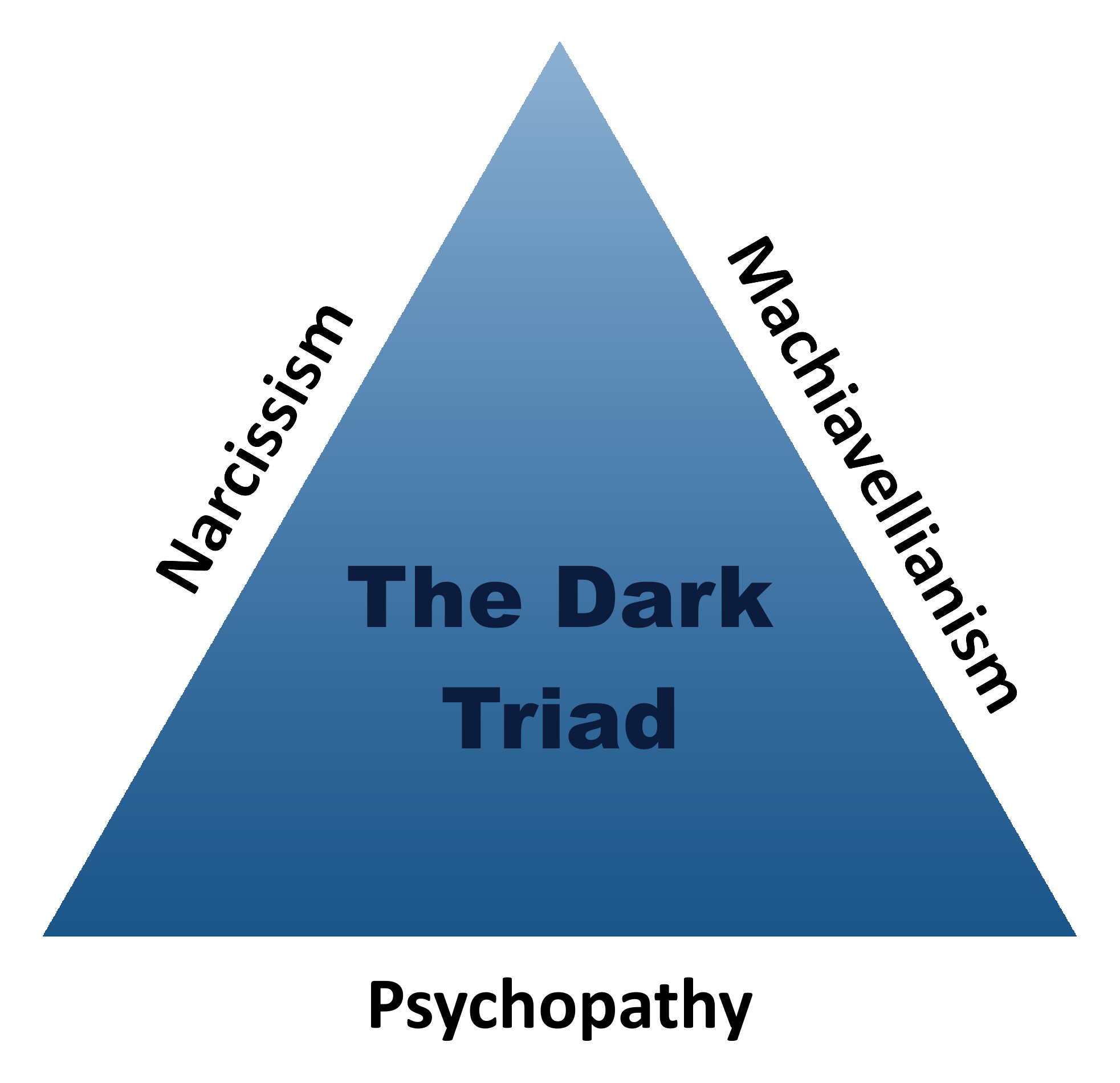
Piramide della triade oscura

La triade oscura è una teoria psicologica della personalità, pubblicata la prima volta da Delroy L. Paulhus e Kevin M. Williams nel 2002, che descrive tre tipi di personalità particolarmente offensivi, sebbene non patologici, ognuno dei quali è chiamato oscuro perché gli vengono attribuite qualità considerate maligne. 
I tre tratti della triade oscura sono concettualmente distinti tra loro, sebbene l'evidenza empirica dimostri la loro sovrapposizione. Sono associati a uno stile interpersonale insensibile-manipolativo.
- Il narcisismo sub-clinico: caratterizzato da grandiosità, orgoglio ed egoismo[3].
- Il machiavellismo: caratterizzato dalla manipolazione e dallo sfruttamento degli altri, da un cinico disprezzo per la moralità e da una concentrazione sull'interesse personale e sull'inganno[4].
- La psicopatia sub-clinica: caratterizzata da continui comportamenti egoistici, insensibilità, crudeltà e mancanza di empatia e rimorso[5].

## Studi sulla triade oscura
La ricerca sulla triade oscura viene utilizzata nella psicologia applicata, in particolare nel campo delle forze dell'ordine, della psicologia clinica e della gestione aziendale. Le persone che ottengono alti punteggi su questi tratti sono più inclini a commettere reati, causare disagio sociale e creare gravi problemi per un'organizzazione, specialmente se si trovano in posizioni di leadership.
Un tratto fondamentale della triade oscura è che consiste di tre strutture correlate, ma indipendenti tra di loro, che i tre tratti siano differenti l'uno dall'altro e che a volte condividano differenze con altri tratti psicologici.
Un punto di vista alternativo suggerisce che i tre misurino tutti la stessa strategia sociale fondamentale. Inoltre, questa prospettiva sostiene che i tratti della personalità siano riflessioni di strategie sociali inconsce ed evolute. Le pressioni delle scelte potrebbero non agire come singole variabili di interesse e, conseguentemente, non dovremmo aspettarci un grado alto di coerenza dai tre tratti quando si misura una cosa qualsiasi. Quando si misurano incarichi adattabili come l'accoppiamento, c'è una coerenza evidente e marcata.
Un'analisi fattoriale condotta presso la Glasgow Caledonian University ha rilevato che tra i cinque tratti della personalità del Big Five, la scarsa amicalità è il più forte correlato della triade oscura, mentre il neuroticismo e la mancanza di coscienziosità sono stati associati con alcuni dei tratti della triade oscura.

## Storia
Nel 1998, John McHoskey, William Worzel e Christopher Szyarto iniziarono una controversia sostenendo che narcisismo, machiavellismo e psicopatia sono più o meno intercambiabili nei campioni normali. Delroy L. Paulhus e McHoskey dibatterono queste prospettive in una successiva conferenza dell'American Psychological Association, ispirando un corpo di ricerca che continua a crescere nella letteratura pubblicata. Paulhus e Kevin Williams trovarono sufficienti differenze comportamentali, di personalità e cognitive tra i tratti da suggerire che fossero costrutti distinti; tuttavia, conclusero che erano necessarie ulteriori ricerche per chiarire come e perché si sovrappongono. 

## Dimensioni subcliniche vs. disturbi
In generale, i clinici trattano questi tratti come patologici, qualcosa che deve essere curato e intrinsecamente indesiderabile, ad es. socialmente condannato o personalmente controproducente. Tuttavia, altri sostengono che le qualità adattative possono accompagnare quelle disadattive. 
Una prospettiva evolutiva sostiene che la triade oscura rappresenti una variante genetica estrema della personalità predatoria: questo tipo di persone infatti ha spesso effettivamente successo, anche se scapito degli altri, e si riproduce con molta più facilità, perché esercita un forte fascino sulle persone vicine. La sua frequenza nel pool genico richiede almeno una qualche forma di adattamento evolutivo. Sul lungo periodo, tuttavia, hanno comportamenti maladattativi e rischiano di compromettere la loro sopravvivenza sociale o anche fisica.
Le versioni quotidiane di questi tratti appaiono in campioni studenteschi e comunitari, in cui si possono osservare anche livelli elevati tra le persone che riescono ad avere successo nella vita quotidiana. Anche in questi campioni, la ricerca indica correlazioni con l'aggressività, il razzismo, e il bullismo, tra le altre forme di avversione sociale.
Il narcisismo fu discusso negli scritti di Sigmund Freud, e la psicopatia come diagnosi clinica fu affrontata nei primi scritti di Hervey Cleckley nel 1941 con la pubblicazione di The Mask of Sanity. Dato il modello dimensionale del narcisismo e della psicopatia, integrato da valutazioni autoriportate che sono appropriate per la popolazione generale, questi tratti possono essere studiati a livello sub-clinico. Nella popolazione generale, i tassi di prevalenza per la psicopatia subclinica e clinica sono stimati intorno all'1% e allo 0,2%, rispettivamente. Sfortunatamente, non sembrano esserci stime affidabili del narcisismo clinico o subclinico nella popolazione generale.
Per quanto riguarda la ricerca empirica, la psicopatia non è stata studiata formalmente fino agli anni '70, con gli sforzi pionieristici di Robert Hare, della sua Hare Psychopathy Checklist (PCL) e della sua revisione (PCL-R). Nota Hare nel suo libro, Without Conscience, che chiedere agli psicopatici di autoriferirsi su argomenti psicologicamente importanti non fornisce necessariamente dati accurati o imparziali. Tuttavia, sono stati fatti sforzi recenti per studiare la psicopatia dal punto di vista dimensionale usando strumenti di autovalutazione, come la Levenson Primary and Secondary Psychopathy Scales, lo Psychopathic Personality Inventory, e la Self-Report Psychopathy Scale.
Allo stesso modo, la valutazione del narcisismo richiedeva interviste cliniche, finché il popolare Narcissistic Personality Inventory (NPI) fu creato da Raskin e Hall nel 1979. Dall'NPI sono emerse diverse altre misure che tentano di fornire alternative di autovalutazione per la valutazione del disturbo di personalità. Inoltre, sono stati sviluppati nuovi strumenti per studiare il narcisismo "patologico" in contrasto con il narcisismo "grandioso", che è quello che molti sostengono essere misurato dall'NPI.
Il machiavellismo non è mai stato incluso in nessuna versione del Manuale Diagnostico e Statistico dei Disturbi Mentali (DSM) per disturbi psicologici. È stato trattato rigorosamente come un costrutto di personalità. La versione originale pubblicata del Mach-IV è ancora la più usata nella ricerca empirica su questo tratto.

## Applicazioni

### Sul posto di lavoro
Oliver James identifica ciascuno dei tre tratti oscuri della personalità come tipicamente prevalenti sul posto di lavoro. Furnham (2010) ha identificato che la triade oscura è legata all'acquisizione di posizioni di comando e influenza interpersonale. In una meta-analisi della triade oscura e dei risultati sul posto di lavoro, Jonason e colleghi (2012) hanno scoperto che ciascuno dei tratti della triade oscura era correlato alla manipolazione sul posto di lavoro, ma ognuno tramite meccanismi unici. Nello specifico, il machiavellismo era correlato all'uso di eccessivo fascino nella manipolazione, il narcisismo era correlato all'uso dell'aspetto fisico e la psicopatia era collegata a minacce fisiche. Jonason e colleghi hanno anche scoperto che i tratti della triade oscura influenzano la relazione tra genere e manipolazione sul posto di lavoro. I tratti della triade oscura si sono dimostrati abbastanza ben rappresentati nella dirigenza e nei CEO di livello superiore.

### Troll di internet
Alcuni studi hanno scoperto che le persone identificate come troll tendono ad avere tratti oscuri della personalità e mostrano segni di sadismo, comportamento antisociale, psicopatia e machiavellismo. Lo studio del 2013 ha suggerito che ci sono una serie di somiglianze tra attività antisociali e attività di trollaggio e l'indagine del 2014 ha indicato che il trollaggio è una manifestazione in Internet del sadismo quotidiano. Entrambi gli studi suggeriscono che questa attività può essere collegata al bullismo sia negli adolescenti che negli adulti.

### Come strategia di accoppiamento
Gli studi hanno suggerito che, in media, coloro che esibiscono la triade oscura dei tratti di personalità hanno una strategia di accoppiamento accelerata, segnalano più partner sessuali, atteggiamenti più favorevoli nei confronti del sesso occasionale, standard abbassati nei loro compagni a breve termine, tendenza a rubare o appropriarsi di compagni degli altri, e uno stile romantico pragmatico e da gioco. Questi tratti sono stati identificati come parte di una strategia di vita che sembra essere caratterizzata da un approccio sfruttatore, opportunistico e proteiforme alla vita in generale.
L'evidenza è contrastante riguardo al legame esatto tra la triade oscura e il successo riproduttivo. Ad esempio, vi è una mancanza di evidenza empirica per il successo riproduttivo nel caso della psicopatia. Inoltre, gran parte della ricerca riferita alla triade oscura citata si basa su procedure statistiche che presuppongono che la triade oscura sia un singolo costrutto, nonostante alcune prove genetiche e meta-analitiche del contrario.

## Nella cultura di massa
- Il personaggio di Frank Underwood, nella serie televisiva House of Cards - Gli intrighi del potere è considerato un esempio di triade oscura[9]: politico ambiziosissimo e di successo, arriva a uccidere con le sue mani due persone che stavano per danneggiarlo politicamente.
- Il personaggio Tywin Lannister della serie "Il trono di spade è pure considerato un esempio di triade oscura[9]: sovrano astuto e intelligente, freddo, calcolatore, spietato e dispotico, non esita a mettere i suoi figli l'uno contro l'altro; si vergogna di suo figlio Tyrion, perché è deforme e perché lo considera responsabile della scomparsa della sua amata moglie Joanna, che è morta dandolo alla luce. Per opportunismo, allestisce il tribunale che condanna a morte Tyrion, ma sarà proprio quest'ultimo a ucciderlo, mentre siede sulla latrina.
- Il personaggio di Gordon Gekko protagonista nel film Wall Street e nel suo seguito Wall Street - Il denaro non dorme mai è pure considerato un esempio di triade oscura[9]: "uomo fatto da sé" che si è fatto largo in modo duro e spietato, squalo dell'alta finanza che teorizza che "L'avidità, non trovo una parola migliore, è giusta".